# مستشفى المنيل الجامعي

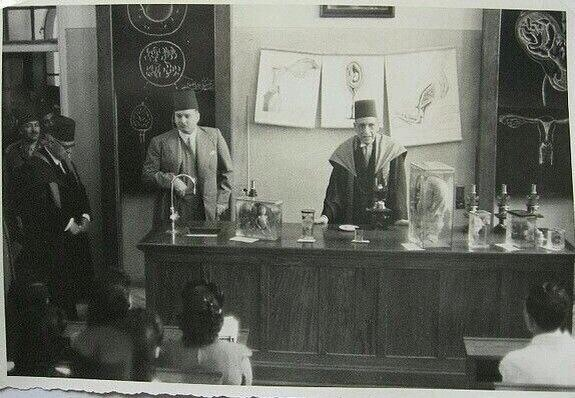
Professor Mahfouz lecturing, with King Farouk in attendance

مستشفى المنيل الجامعي بالقاهرة هو أحد المستشفيات الجامعية التابعة لكلية طب قصر العيني، ويعرف لدى العامة باسم «القصر العيني الجديد». وقد افتتح المستشفى سنة 1935 تحت اسم «مستشفى فؤاد الأول». وتبلغ جملة عدد الأسرة بمستشفى المنيل الجامعي 1794 سريراً موزعة بين أقسامه المختلفة.

## الأقسام الإدارية
ينقسم مستشفى المنيل الجامعي إداريا إلى ثلاث وحدات إدارية:

### مستشفى المنيل البحري
ويشرف على أقسام الجراحة رقم 6، 28، 29، 30، وقسم 17 مسالك بولية وأقسام الباطنة رقم 9، 19، 31 وأقسام العظام 7، 20 وأيضا إداريا على استقبال الحوادث وقسم الأشعة المركزية

### مستشفى المنيل القبلي
ويشرف على أقسام الجراحة 5 و25 و27، وقسم 24 جراحة قلب وصدر، وقسم 26 جراحة المخ والأعصاب، وقسم أمراض القلب والرمد 12 و 14 و16 وأقسام الأمراض العصبية 4 و15 وقسم الأمراض النفسية وقسم الأمراض الصدرية وقسم الأمراض الجلدية والتناسلية وقسم الأذن والأنف والحنجرة وقسم الأمراض النفسية.

### وحدة العمليات
وتشمل حجرات العمليات التي تخدم وحدتي المنيل البحري والقبلي، وهي عبارة عن 16 غرفة عمليات مجهزة.